# Bleu de Turnbull
Pour les articles homonymes, voir Turnbull.

Le bleu de Turnbull est un complexe de formule KFe+III3[Fe+II(CN)6]2 de couleur bleue obtenu par action d'ions Fe+III sur le ferrocyanure de potassium K4[Fe+II(CN)6]. 
À la différence du bleu de prusse indiquant la présence d'ion Fer+II, il peut indiquer la présence d'ion Fer+III.